# Булкин, Анатолий Ефремович
Анато́лий Ефре́мович Бу́лкин (30 января 1932, СССР — 27 сентября 2024) — советский и российский учёный-энергетик, кандидат технических наук, профессор.

## Биография
Родился 30 января 1932 года. 
После окончания школы поступил в Московский энергетический институт. Во время учёбы на энергетическом факультете под руководством члена-корреспондента АН СССР А. В. Щегляева и профессора С. Г. Смельницкого начал заниматься научной работой. По окончании вуза был приглашен на кафедру «Паровых и газовых турбин», где работает с 1955 года. Начав свою деятельность в качестве инженера, продолжал заниматься научной работой и в 1965 году защитил кандидатскую диссертацию. Затем начал заниматься преподавательской деятельностью: в 1967 году ему было присвоено учёное звание доцента, с 1979 года работает в должности профессора; учёное звание профессора присвоено Булкину в 1988 году. Читает несколько лекционных курсов по специальности «Газотурбинные, паротурбинные установки и двигатели», руководит дипломным проектированием, научной работой студентов, аспирантами. Под научным руководством А. Е. Булкина защищены три кандидатские диссертации.
С 1972 по 1997 год А. Е. Булкин работал деканом энергомашиностроительного факультета (в 2002 году преобразован в Институт энергомашиностроения и механики, ЭнМИ). За годы нахождения на посту декана при его непосредственном участии было подготовлено около 1500 специалистов для энергомашиностроительной отрасли СССР, включая около 100 специалистов для стран дальнего зарубежья. В этот период времени на факультете были открыты новые специальности — «Машины и технологии высокоэффективных процессов обработки» и «Роботы и робототехнические системы». Профессор руководил разработкой новых учебных планов и ряда других организационно-методических документов по направлению подготовки «Энергомашиностроение».
Написанный А. Е. Булкиным в соавторстве с Г. А. Филипповым и Б. М. Трояновским учебник «Паровые и газовые турбины атомных электростанций» стал одним из фундаментальных учебников для студентов-турбинистов в России и странах СНГ.
С 1992 года Анатолий Ефремович являлся научным руководителем научно-учебного центра МЭИ по геотермальной энергетике. При его участии был разработан проект и осуществлено строительство уникальной Мутновской геотермальной станции на Камчатке. С 1984 по 1999 годы Булкин являлся председателем специализированного Совета по защите кандидатских диссертаций; в этот период было защищено около 200 кандидатских диссертаций, в том числе более 30 диссертаций гражданами иностранных государств.
Умер 27 сентября 2024 года.

## Заслуги
- За свою многогранную деятельность А. Е. Булкин награжден орденами Трудового Красного Знамени, «Знак Почёта» и орденом Почёта; медалями «За доблестный труд, в ознаменование 100-летия со дня рождения В.И. Ленина», «Ветеран труда», «В память 850-летия Москвы»; знаком «За отличные успехи в работе» Минвуза СССР и медалями ВДНХ СССР[7].
- В связи с 25-летием запуска студенческого искусственного спутника Земли (ИСЗ) — радиолюбительского спутника связи (выведен на орбиту 26 октября 1978 года совместно с ИСЗ «Космос-1045»[9][10]), в разработке которого принимала участие группа сотрудников ЭнМФ, А. Е. Булкин был в 2003 году награждён одной из высших наград Федерации космонавтики России — медалью «За заслуги»[11].
- За большой вклад в подготовку и воспитание специалистов-энергетиков был удостоен в 2004 году премии МЭИ «Почёт и признание»[12].
- Удостоен звания «Заслуженный профессор МЭИ»[13].

## Публикации
А. Е. Булкин — автор нескольких монографий и учебных пособий, многочисленных научных статей. Среди них:

### Отдельные издания
- Трояновский Б. М., Филиппов Г. А., Булкин А. Е. . Паровые и газовые турбины атомных электростанций. — М.: Энергоатомиздат, 1985. — 256 с.
- Костюк А. Г., Фролов В. В., Булкин А. Е., Трухний А. Д. . Турбины тепловых и атомных электрических станций. 2-е изд / Под ред. А. Г. Костюка, В. В. Фролова. — М.: Изд-во МЭИ, 2001. — 488 с. — ISBN 5-7046-0844-2.
- Булкин А. Е., Костюк А. Г., Трухний А. Д. . Паровые и газовые турбины для электростанций. — М.: Издат. дом МЭИ, 2008. — 556 с. — ISBN 978-5-383-00268-1.
- Булкин А. Е. . Автоматическое регулирование энергоустановок. — М.: Изд-во МЭИ, 2009. — 507 с. — ISBN 978-5-383-00208-7.
- Трухний А. Д., Булкин А. Е. . Тихоходные паровые турбины атомных электрических станций. — М.: Издат. дом МЭИ, 2011. — 363 с. — ISBN 978-5-383-00524-8.

### Некоторые статьи
- Булкин А. Е., Калашников А. А.  Особенности создания систем регулирования для турбин на суперсверхкритические параметры пара // Теплоэнергетика. — 1994. — № 10. — С. 28—32.
- Булкин А. Е., Калашников А. А.  Исследование динамики регулирования турбин на суперсверхкритические параметры пара // Теплоэнергетика. — 1996. — № 5. — С. 43—46.
- Костюк А. Г., Булкин А. Е.  Андрей Владимирович Щегляев и его роль в развитии отечественной теплоэнергетики // Теплоэнергетика. — 2003. — № 6. — С. 2—5.